# بمب سنگرشکن

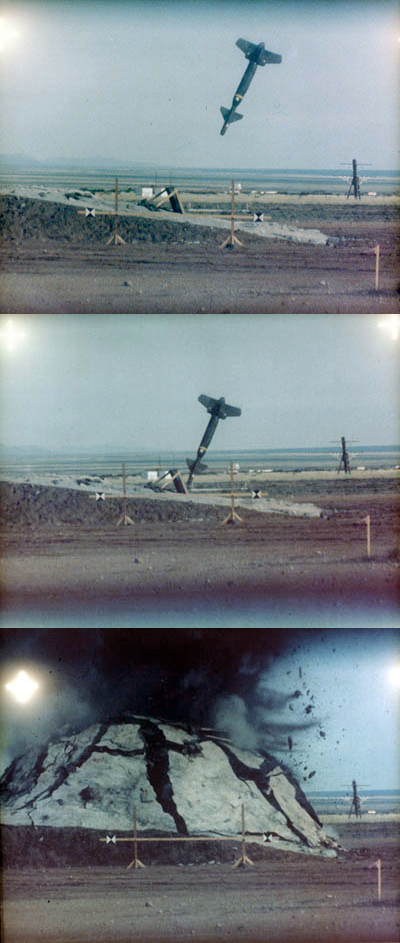
تصویری از یک بمب سنگرشکن جی‌بی‌یو-۲۴ نیروی هوایی ایالات متحده آمریکا در حال نابودکردن یک هدف زیرزمینی تمرینی.

بمب سنگرشکن (به انگلیسی: Bunker buster) گونه‌ای بمب برای نفوذ به ساختارهای سخت، مانند پناهگاه‌های نظامی یا تأسیسات زیرزمینی هستند. این مواد منفجره قدرتمند معمولاً در جنگ‌ها برای هدف قرار دادن مخفیگاه‌های دشمن که توسط بتن یا فولاد ضخیم محافظت شده‌اند، استفاده می‌شوند. بمب‌های سنگرشکن با استفاده از ترکیبی از سرعت و وزن برای شکستن لایه‌های حفاظتی پیش از انفجار عمل می‌کنند. این بمب‌ها می‌توانند از هواپیماها رها شوند یا از سامانه‌های زمینی شلیک شوند. درحالی‌که آن‌ها در عملیات نظامی مؤثر هستند، استفاده از آن‌ها سوالات اخلاقی دربارهٔ تأثیر بر غیرنظامیان و محیط زیست را به وجود می‌آورد. در بسیاری از کشورها، قوانین بین‌المللی محدودیت‌هایی برای استفاده از سلاح‌های خاص وضع کرده‌اند.
این بمب‌ها معمولاً دارای بدنه‌ای سنگین و تقویت‌شده هستند که به آن‌ها کمک می‌کند تا در برابر ضربه ناشی از برخورد با هدف سخت مقاومت کنند. هنگامی که از یک هواپیما رها می‌شوند، سرعت و شتاب می‌گیرند که به نفوذ به لایه‌های بتن یا فولاد کمک می‌کند. برخی از بمب‌های نفوذی همچنین از فیوز تأخیری استفاده می‌کنند، به این معنی که پس از نفوذ به هدف منفجر می‌شوند و آسیب بیشتری در داخل ایجاد می‌کنند. این ترکیب وزن، سرعت و فناوری پیشرفته، بمب‌های نفوذی را برای عملیات نظامی مؤثر می‌سازد،
در حمله هوایی به مقر حزب‌الله در سپتامبر ۲۰۲۴ از این نوع بمب‌ها استفاده شد.
بمب‌های سنگرشکن توسط چندین پیمانکار دفاعی در سراسر جهان تولید می‌شوند که در فناوری نظامی پیشرفته تخصص دارند. شرکت‌هایی مانند بوئینگ، لاکهید مارتین و ریتیان به‌خاطر توسعه این سلاح‌های قدرتمند شناخته شده‌اند. این شرکت‌ها به‌طور قابل‌توجهی در تحقیق و توسعه سرمایه‌گذاری می‌کنند تا بمب‌هایی بسازند که بتوانند به‌طور مؤثر به اهداف سخت نفوذ کنند. این شرکت‌ها معمولاً به‌طور نزدیک با دولت‌ها و سازمان‌های نظامی همکاری می‌کنند تا نیازهای خاص دفاعی را برآورده کنند.

## بمب‌های ارسال شده از توپخانه

### آلمان
اولین نوع از این بمبها خمپاره یا گلوله توپخانه‌ای روشلینگ (Röchling shells) بوده است که توسط یک مهندس آلمانی به نام August Cönders در طی جنگ جهانی دوم بر اساس تئوری افزایش تراکم مقطعی به منظور اصلاح نفوذ ساخته شد و در سال‌های ۱۹۴۲ و ۱۹۴۳ علیه بلژیک Fort d'Aubin-Neufchâteau استفاده شد.

## درخواست اسرائیل برای خرید جی‌بی‌یو-۲۸
روزنامهٔ هارتض، در ۱۱ سپتامبر ۲۰۰۸ گزارش داد که ایالات متحده آمریکا از فروش بمب‌های سنگرشکن جی‌بی‌یو-۲۸ به این خاطر که این‌گونه بمب‌ها ممکن است در حمله هوایی احتمالی نیروی هوایی ارتش اسرائیل به تأسیسات هسته‌ای ایران مورد استفاده قرار بگیرد، صرف‌نظر کرده است.
بمب‌های سنگرشکن جی‌بی‌یو-۲۸ که اسرائیل خواستار دریافت آن‌ها شده، می‌تواند برای شکستن سنگرهای زیرزمینی تأسیسات غنی‌سازی اورانیوم نطنز مؤثر عمل کند.